# Gaucie (przystanek kolejowy)
Gaucie (biał. Гавуці, ros. Гавуці) – przystanek kolejowy w miejscowości Gaucie, w rejonie smorgońskim, w obwodzie grodzieńskim, na Białorusi. Leży na linii Mińsk – Wilno.